# Манчини, Роберто
Робе́рто Манчи́ни (итал. Roberto Mancini; род. 27 ноября 1964, Ези, Марке) — итальянский футболист и футбольный тренер. Бронзовый призёр чемпионата мира, кавалер ордена «За заслуги перед Итальянской Республикой». Абсолютный рекордсмен по числу завоёванных Кубков Италии — 10 (6 как футболист и 4 как тренер).

## Игровая карьера
Роберто Манчини родился в городе Ези в семье Альдо и Марианны Манчини. Там же родилась младшая сестра Стефани. Манчини учился в римской католической школе, одновременно занимаясь футболом. Позже семейство переехало в город Роккадаспиде.

### Клубная карьера
Дебютировал в основном составе клуба «Болонья», воспитанником которого был, в возрасте 16 лет, 12 сентября 1981 года, в свой первый сезон в профессиональном футболе забил 9 мячей. Голы Манчини сразу привлекли интерес к игроку со стороны различных клубов, самым активным из них оказалась «Сампдория», куда он перешёл за 4 млрд лир, в «Сампдории» составил дуэт нападения с Джанлукой Виалли, за что их связку прозвали «близнецы-бомбардиры». В «Сампдории» Манчини победил в чемпионате Италии, выиграл четыре Кубка Италии, Суперкубок Италии (победный гол забил Манчини) и Кубок кубков в 1990 году, в финале которого «Сампдория» со счётом 2:0 обыграла «Андерлехт» (оба гола забил Виалли). В 1992 году «Сампдория» могла выиграть Кубок чемпионов, но в финале в дополнительное время игрок испанской «Барселоны» Рональд Куман забил единственный в этой встрече мяч. В 1997 году был признан футболистом года в Италии.
В 1997 году Манчини перешёл в клуб «Лацио», с которым в год столетия клуба выиграл своё второе «скудетто», два итальянских кубка, последний в истории Кубок кубков и европейский Суперкубок. В январе 2001 года подписал контракт с английским клубом «Лестер Сити», но провёл в команде лишь месяц, сыграл 5 игр и в возрасте 36 лет завершил карьеру.

### Карьера в сборной
В молодёжной сборной Италии занял второе место на чемпионате Европы в 1986 году, двумя годами ранее с командой достиг полуфинала турнира.
Дебютировал в национальной сборной в возрасте 19 лет 26 мая 1984 года в Торонто в игре против Канады (2:0). В сборной Италии Манчини никогда не был твёрдым игроком основы, он сыграл за сборную 36 матчей и забил 4 гола, но один из них важнейший — в ворота сборной ФРГ, на Евро-1988. Был в составе сборной Италии на домашнем чемпионате мира 1990 года, но тренер Адзельо Вичини не дал сыграть 25-летнему Манчини ни одной минуты. В нападении итальянцев тогда играли Джанлука Виалли, Сальваторе Скиллачи, Андреа Карневале и Роберто Баджо.
В отборочном турнире чемпионата мира 1994 года забил три мяча — два в ворота Мальты в Палермо и один мяч эстонцам в Таллинне. Карьера Манчини в сборной завершилась после конфликта с главным тренером команды Арриго Сакки, когда тот сообщил, что не гарантирует Манчини место в команде, отправляющейся на чемпионат мира в США.

## Тренерская карьера

### «Лацио» и «Фиорентина»
Свою тренерскую карьеру Манчини начал, будучи игроком «Лацио», работая ассистентом Свена-Ёрана Эрикссона. В феврале 2001 года был назначен главным тренером «Фиорентины». Манчини числился на другой должности из-за отсутствия у него тренерской лицензии. В «Фиорентине» пришла первая победа Манчини-тренера — Кубок Италии. В январе 2002 года был уволен со своего поста после выступлений болельщиков, недовольных результатами команды.
Летом 2002 года Манчини вернулся в «Лацио» в статусе главного тренера клуба. Несмотря на скандалы и финансовые неурядицы, связанные с деятельностью президента клуба Серджо Краньотти, Манчини добился с командой хороших показателей, победив в Кубке Италии. В Кубке УЕФА «Лацио» был обыгран клубом «Порту» со счётом 1:4. Несмотря на это, Манчини попросил увеличения своего жалования с 1,5 до 7 млрд лир, хотя доходы остальных членов клуба, наоборот, были понижены, однако новое руководство клуба приняло решение пойти на этот шаг.

### «Интернационале»

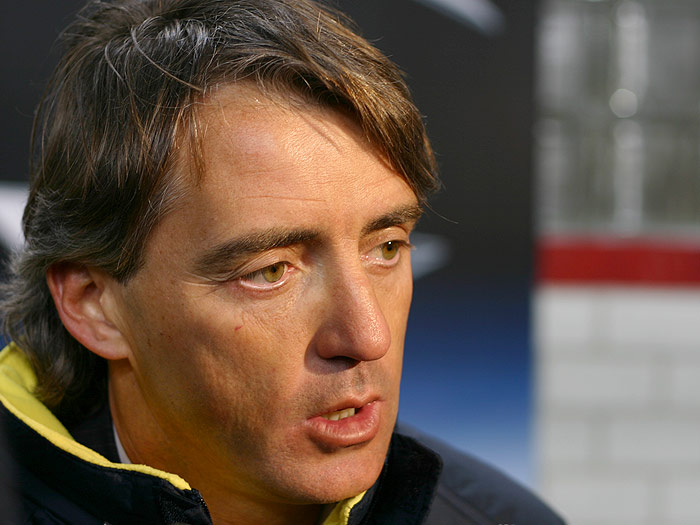
Манчини в качестве главного тренера «Интернационале» в 2004 году

В 2004 году Манчини перешёл в клуб «Интернационале». В первом сезоне выиграл Кубок Италии, однако в Лиге чемпионов клуб проиграл на стадии 1/4 финала принципиальному сопернику «Милану», а в чемпионате уже в ноябре потерял шансы на выигрыш «скудетто». С самого начала Манчини внес в команду большой профессиональный вклад, заложив основы многочисленных побед в будущем. Он взял в состав на бесплатной или почти бесплатной основе таких игроков как Эстебан Камбьяссо, Жулио Сезар, Синиша Михайлович, Эрнан Креспо, Хулио Крус, Деян Станкович, Николас Бурдиссо и других. Главной ударной силой команды в скором времени стал шведский форвард Златан Ибрагимович.
Сезон 2005/06 начался с выигрыша Суперкубка Италии в противостоянии с «Ювентусом». Гол, забитый в дополнительное время Хуаном Себастьяном Вероном, принёс «нерадзурри» победу. В чемпионате клуб занял третье место, но из-за кальчополи титул, выигранный «Ювентусом», был передан «Интеру» (этот титул стал для «Интера» первым за 17 лет). В Лиге чемпионов клуб вновь вылетел на стадии четвертьфинала, на этот раз проиграв испанскому «Вильярреалу». В начале сезона 2006/07 клуб во второй раз подряд выиграл Суперкубок Италии, в финале, проигрывавая 0:3, смог вырвать победу со счётом 4:3 у «Ромы» в дополнительное время. После этого Манчини выиграл свой первый «полновесный» тренерский чемпионат, одержав на старте турнира 17 побед подряд. В Лиге чемпионов из-за гола, забитого на чужом поле, дорогу преградила «Валенсия» (2:2 в Милане и 0:0 в Валенсии), второй матч завершился дракой между игроками, некоторые из которых были дисквалифицированы УЕФА.
Сезон 2007/08 начался для «Интера» поражением в финале Суперкубка Италии от «Ромы» 0:1. В чемпионате клуб победил в предпоследнем туре благодаря главной звезде клуба Златану Ибрагимовичу, забившему дважды в ворота «Пармы». В Лиге чемпионов клуб вылетел от «Ливерпуля»; после игры Манчини сказал, что по окончании сезона подаст в отставку, но затем взял свои слова назад. 18 мая «Интер» победил в чемпионате, но в финале Кубка Италии проиграл «Роме». 29 мая 2008 года Манчини был уволен, официальная причина — неудача в Лиге чемпионов. Однако на официальном сайте клуба появилась и другая версия, что увольнение Манчини было связано с частым общением тренера клуба с Доменико Брешией, имеющим связи в криминальных структурах Италии. Однако Доменико Брешия был постоянным гостем «Пинетина» уже с 1979 года и работал портным для футболистов, телефонные разговоры свидетельствовали лишь о заказе костюмов.
Более того, газета Il Giornale сообщила, что «Интер» умышленно сдавал матчи, когда команда уверенно лидировала в чемпионате, но затем стала терять очки, а победу отпраздновала лишь в последнем туре, после этого Манчини пригрозил «Интеру» и газете подать в суд, за то что озвучил вторую версию, грозящую репутации тренера, вскоре президент «Интера» Массимо Моратти выступил с заявлением, что никто не собирался «пятнать его честь» и понадеялся на то, что до суда не дойдёт, вскоре после этого стороны договорились, что дело будет замято, а «Интер» выплатит Манчини сумму около 16 млн евро.
Другую версию озвучил второй голкипер клуба Франческо Тольдо, сказавший, что Манчини испортил отношения с игроками после вылета из Лиги чемпионов, обещав уйти, а затем через 24 часа поменяв решение, во многом благодаря чему клуб стал проигрывать матчи в чемпионате. Ещё одна версия выдвигалась о том, что Манчини был слишком самолюбив и часто конфликтовал с Моратти, который любил лезть в сферу спортивной деятельности команды, а Манчини, наоборот, часто проникал в сферу управления клубом, потому у Манчини и Моратти накопились претензии друг к другу, частыми были конфликты из-за Луиша Фигу, который был любимчиком Моратти, а Манчини совершенно не устраивало, что тот говорил о возможности продления карьеры, хотя Роберто его в составе не видел. Уже после окончания всех конфликтов Моратти поблагодарил Манчини за хорошую работу.

Несмотря на увольнение, Манчини пользовался любовью у фанатов «Интера», которые во множестве писем поддержали бывшего наставника клуба, особенно сильна была поддержка после выдвинутых обвинений в сдаче матчей, на что он им ответил благодарственным письмом:

«Дорогие друзья. Вы знаете, что я не люблю много разговаривать, особенно о себе, но в последнее время я чувствую, что должен сказать кое-что. Думаю, что сейчас для этого самое время. Я читал все ваши письма и был поражён этой поддержкой. Признаюсь, что очень волнуюсь, когда вспоминаю прекрасные моменты, которые мы пережили вместе за последние несколько лет. Спасибо вам за это от всего сердца. Вы даже не можете представить себе, как прекрасно вспоминать всё это. Но я был в „Интере“ лишь тренером. Тренеры, как и игроки, приходят и уходят. Но „Интер“ будет всегда, а вы, как болельщики клуба, должны оставаться с ним. Ещё раз спасибо за огромную поддержку. Я никогда не забуду этого».

### После «Интера»
После увольнения, Манчини, у которого был действующий трёхлетний контракт с «Интером» с ежегодной оплатой в 6 млн евро, вновь занялся поисками работы. Он претендовал на пост наставника клуба «Челси», московского ЦСКА и «Спартака», мадридского «Реала», о чём он сам и поведал, однако сезон 2008/09 прошёл без участия итальянского специалиста. В марте 2009 года Манчини сообщил, что начнёт свою тренерскую деятельность уже в июне. В июле Манчини начал переговоры с клубом «Зенит», предложивший итальянскому наставнику зарплату 4 млн евро годовых. 31 октября 2009 года Манчини расторг контракт с «Интером», который выплатил Манчини сумму в 11 млн евро.

### «Манчестер Сити»

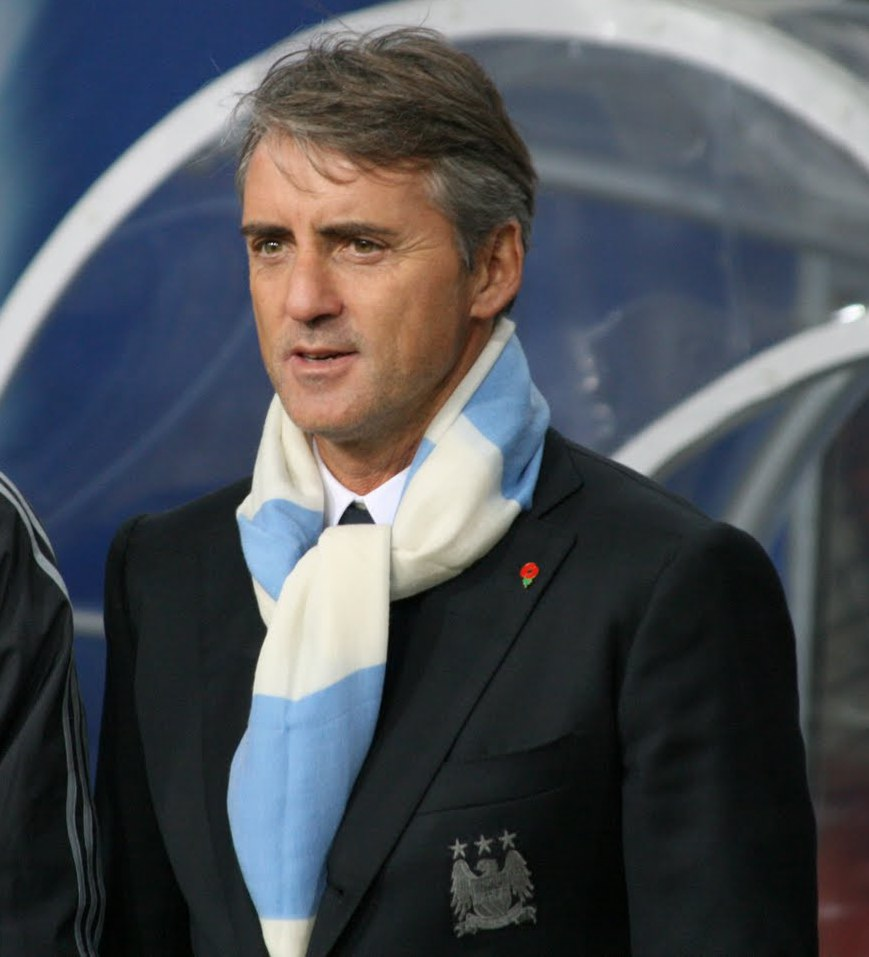
Манчини на посту главного тренера «Манчестер Сити»

19 декабря 2009 года Манчини возглавил английский клуб «Манчестер Сити», подписав контракт на 3,5 года с заработной платой 3,2 миллиона фунтов в год без учёта бонусов. При этом «Ман Сити» платил Манчини лишь 1,45 миллиона в год, а «Аль-Джазира» из Абу-Даби, принадлежащая владельцу «горожан» шейху Мансуру бен Зайеду аль-Найяну, платила ему 1,75 миллиона в год. Итальянец получал зарплату от «Аль-Джазиры» якобы за услуги советника.
| «Две победы в 11 матчах — не тот результат, который мог нас устроить. С учётом инвестиций, которые мы вложили в проект за последние 15 месяцев, это было очень сложное решение. Роберто — невероятно опытный тренер, выигравший немало трофеев. Его опыт и послужной список говорят сами за себя. Очень важно, что Манчини верит в потенциал „Манчестер Сити“ и в собственные возможности помочь команде достичь новых высот». Хальдун Аль-Мубарак, президент «Манчестер Сити». |

Манчини перед первой игрой на посту тренера «Сити» пообещал, в шутку, что покинет клуб через 15 лет «став чемпионом Англии и выиграв четыре Кубка». Целью Манчини в первом сезоне стало попадание в четверку лучших команд Англии, а через год — выигрыш чемпионата страны. В первой игре под руководством Манчини, «Манчестер Сити» обыграл «Сток Сити» со счётом 2:0. Во время работы с «Сити», заинтересованность в Роберто выражал «Ювентус», но Манчини сказал, что это не соответствует действительности. Именно при Манчини в «Манчестер Сити» появились такие игроки, как Яя Туре, Серхио Агуэро и Давид Сильва, которые на долгие годы стали лидерами команды.
24 марта 2010 года на первой добавленной минуте матча «горожан» против «Эвертона», который «Манчестер» проиграл со счётом 0:2, случился неприятный для Роберто эпизод: главный тренер «Эвертона» Дэвид Мойес поймал мяч, вышедший за боковую линию, после чего к нему подбежал Манчини и вырвал его. За это Мойес сказал несколько слов Роберто, на что Манчини ответил взаимностью. Главный судья встречи Питер Уолтон удалил с поля обоих. Позже Манчини попросил у Мойеса и Уолтона прощения за несдержанность. В апреле 2010 года Манчини был представлен как возможный сменщик Марчелло Липпи на посту тренера сборной Италии.
В сезоне 2010/11 «Сити» стал одним из главных претендентов на победу в чемпионате Англии. Несмотря на это, в коллективе команды часто возникали разногласия и были даже две стычки между игроками клуба.
В конце сезона Манчини выиграл с командой Кубок Англии. Таким образом, он стал первым тренером, который после 35 лет принёс «Сити» трофей. Болельщики «Манчестер Сити» поют отныне его имя на музыку знаменитого итальянского хита «Volare». 13 мая 2012 «Манчестер Сити» под руководством Манчини в заключительном туре буквально вырвал победу у футболистов «Куинз Парк Рейнджерс» (3:2), тем самым выиграв чемпионат Англии, впервые с 1968 года. При счёте 1:2 в пользу КПР, «горожане» смогли за 5 минут добавленного времени забить 2 мяча, авторами которых стали Эдин Джеко и Серхио Агуэро. Главным соперником «горожан» по ходу сезона был «Манчестер Юнайтед», который был обыгран в обеих встречах (6:1 в первом матче и 1:0 во втором). 9 июля 2012 года Манчини продлил контракт с «Манчестер Сити» до лета 2017 года. 12 августа Манчини выиграл третий турнир с «горожанами» — Суперкубок Англии, в котором был обыгран лондонский «Челси».
14 мая 2013 года клуб официально объявил об увольнении Манчини. Причинами увольнения стали неудовлетворительные выступления в Лиге чемпионов (под руководством Манчини «Манчестер Сити» ни разу не вышел в плей-офф турнира), а также проигрыш чемпионской гонки «Манчестер Юнайтед» и поражение в финале Кубка Англии от скромного «Уигана» (0:1). В официальном заявлении клуба говорилось, что Манчини «не смог выполнить ни одну из задач клуба на нынешний сезон, за исключением квалификации в следующую Лигу чемпионов». Отставка Манчини обошлась «Сити» в 11 миллионов долларов.

### «Галатасарай»
После того как турецкий «Галатасарай» уволил с должности главного тренера Фатиха Терима, когда тот отказался подписывать новый контракт на два года, Манчини оказался основным кандидатом на освободившийся пост. В какой-то момент переговоры были прерваны, поскольку итальянец хотел заработать в Стамбуле не менее € 20 млн за три сезона, однако в итоге клуб и тренер смогли договориться. 30 сентября 2013 года Манчини официально возглавил стамбульский клуб. Под руководством итальянца «Галатасарай» выиграл Кубок Турции и пробился в плей-офф Лиги чемпионов, однако в чемпионате стал лишь вторым, уступив «Фенербахче». 11 июня 2014 года Манчини покинул занимаемый пост. После ЧМ-2014 появилась информация о том, что Манчини может встать во главе национальной сборной Италии, однако вакантный пост занял Антонио Конте.

### Возвращение в «Интернационале»
14 ноября 2014 года «Интер» уволил с должности главного тренера Вальтера Мадзарри. В этот же день Манчини во второй раз в карьере официально возглавил «нерадзурри». В первом матче после возвращения Манчини «Интер» в миланском дерби сыграл вничью с «Миланом» (1:1). Первый сезон после возвращения не принёс Манчини славы: команда в Серии А стала лишь 8-й, а в Кубке Италии на стадии четвертьфинала уступила «Наполи». Следующий сезон для команды сложился несколько удачнее: «Интер» сумел вернуться в еврокубки, заняв 4-е место в Серии А, а также дошёл до полуфинала Кубка Италии, но в двухматчевом противостоянии уступил «Ювентусу».
За время работы Манчини в «Интере» слухи часто связывали его с работой в сборных Италии и России, а также ряде клубов. 8 августа 2016 года тренер покинул пост главного тренера команды.

### «Зенит» (СПб)

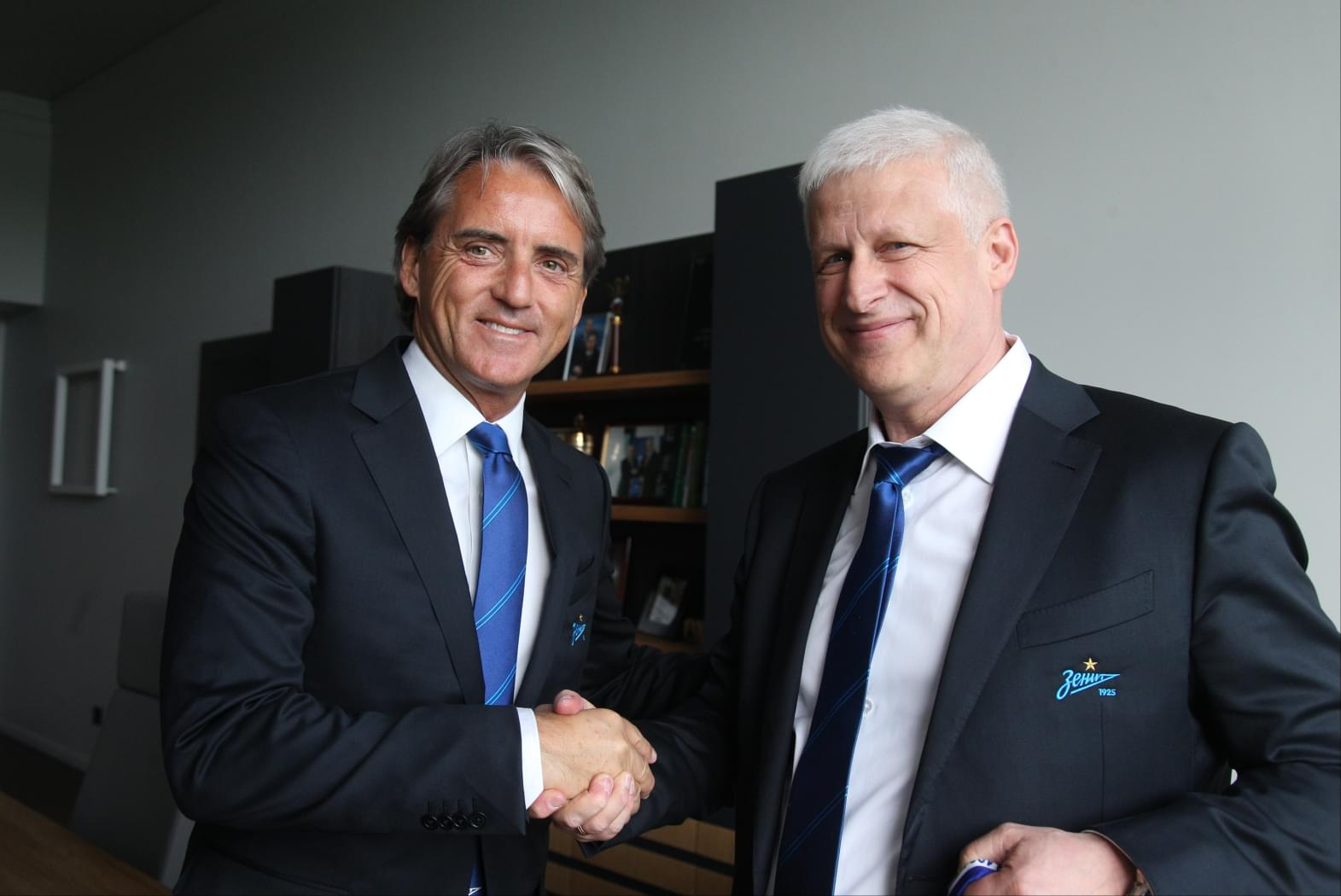
Роберто Манчини в должности главного тренера ФК «Зенит» на встрече с председателем правления клуба Сергеем Фурсенко

В мае 2017 года появилась информация, что Манчини может возглавить петербургский «Зенит», после того как 28 мая был уволен Мирча Луческу. 1 июня 2017 года был официально назначен на пост главного тренера «Зенита». Соглашение было рассчитано на 3 года с возможностью продления ещё на два года. Зарплата составила 4,5 млн евро за сезон. Таким образом, Манчини вошёл в число 15 самых высокооплачиваемых тренеров мира. По словам генерального директора клуба Сергея Фурсенко, «мальчишки не за баблом идут футбол, они идут играть за страну: у „Зенита“ самые амбициозные планы», команда хочет «выиграть Лигу чемпионов».
16 июля 2017 года «Зенит» провёл первый матч под руководством итальянского специалиста, со счётом 2:0 переиграв дебютанта премьер-лиги «СКА-Хабаровск». Команда успешно стартовала в чемпионате России, одержав четыре победы подряд, а 6 августа на домашнем стадионе со счётом 5:1 разгромила действующего чемпиона «Спартак». Однако в скором времени результаты команды стали стремительно ухудшаться, а многочисленные новички не демонстрировали высокого уровня игры. Ситуацию усугубила внезапная смерть спортивного директора клуба Константина Сарсании. В результате «Зенит» не только не сумел вернуть себе чемпионский титул, но и впервые за десять лет завершил чемпионат, не попав в тройку призёров. Неудачные результаты команды, а также желание FIGC видеть Манчини на посту главного тренера сборной Италии, сделали его уход из «Зенита» неизбежным.
13 мая 2018 года официальный сайт «Зенита» объявил об обоюдном расторжении контракта с Манчини.

### Сборная Италии

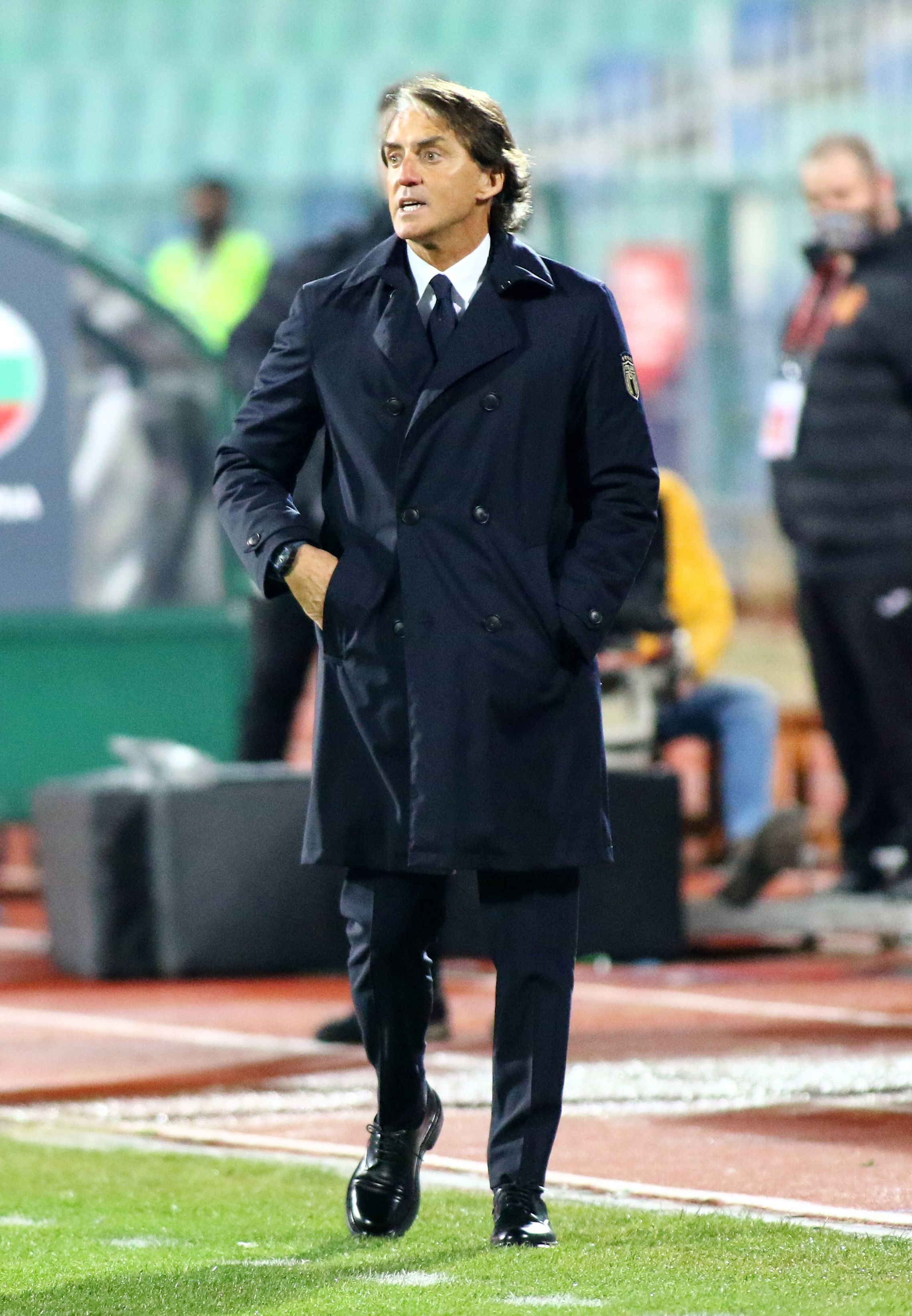
Манчини в качестве главного тренера сборной Италии

14 мая 2018 года Роберто Манчини подписал двухлетний контракт со сборной Италии. На посту он сменил Джан Пьеро Вентуру, под руководством которого итальянцы впервые за 60 лет не смогли пройти квалификацию на чемпионат мира. 28 мая 2018 года итальянцы провели первый матч под руководством Манчини, обыграв со счётом 2:1 сборную Саудовской Аравии.
10 октября 2018 года подопечные Манчини в товарищеском матче сыграли вничью 1:1 со сборной Украины. С тех пор началась беспроигрышная серия итальянской сборной, которая продолжалась до 6 октября 2021 года и составила 37 матчей, что является национальным (предыдущий рекорд длиной в 30 матчей был установлен в период с 1935 по 1939 год) и мировым рекордом. Серия была прервана сборной Испании в полуфинальном матче Лиги наций УЕФА.
Отборочный турнир на Евро-2020 сборная Италии сумела пройти не потеряв ни одного очка и выиграв все десять матчей в отборочной группе, опередив ближайшего преследователя (им была сборная Финляндии) на 12 очков. Из-за пандемии коронавируса финальная часть чемпионата была перенесена на 2021 год. На групповом этапе подопечные Манчини одержали победы над командами Турции, Швейцарии и Уэльса, не пропустив при этом ни одного гола, и первыми вышли в плей-офф турнира. В 1/8 финала итальянцы лишь в дополнительное время сумели обыграть сборную Австрии со счётом 2:1, а в четвертьфинале выбили из турнира одного из фаворитов сборную Бельгии, обыграв её с тем же счётом. В полуфинале в серии пенальти были обыграны испанцы. Наконец, 11 июля 2021 года на стадионе «Уэмбли» в финальном матче чемпионата итальянцы в серии пенальти взяли верх над сборной Англии, став, таким образом, двукратными чемпионами Европы.
В отборочном турнире на чемпионат мира в Катаре итальянцы не потерпели ни одного поражения, однако дважды не смогли обыграть главного конкурента сборную Швейцарии, а также потеряли очки в матчах с командами Болгарии и Северной Ирландии. В результате этого итальянцы заняли лишь второе место в группе и отправились в раунд плей-офф. 24 марта 2022 года итальянцы сенсационно уступили в стыковом матче сборной Северной Македонии, пропустив единственный гол в концовке матча и не сумели квалифицироваться на «мундиаль» во второй раз подряд.
13 августа 2023 года было объявлено об отставке Роберто Манчини с поста главного тренера национальной сборной. Причиной отставки послужили разногласия Манчини с президентом Федерации футбола Италии Габриэле Гравиной по вопросу комплектования тренерского штаба команды.

### Сборная Саудовской Аравии
28 августа 2023 года стал главным тренером сборной Саудовской Аравии. По информации СМИ соглашение с Манчини рассчитано на три года, а его зарплата составит 30 млн евро за год.

## Личная жизнь
Роберто Манчини был женат на Федерике Морелли, у него дочь Камилла и два сына, Филиппо и Андреа. Филиппо, воспитанник школы «Интера», 17 января 2008 года дебютировал в Кубке Италии за клуб, затем был арендован «Манчестер Сити». В 2009 году оба сына перешли в клуб «Монца». В 2018 году женился во второй раз — на Сильвии Фортини.
В 2008 году Манчини купил пятизвёздочный отель на острове Сардиния, открытие состоялось в 2009 году. С 2008 года фирма Манчини производит 19-метровые яхты «люкс» Kifaru.
В 2022 был внесён кандидатом в списки голосования за президента Итальянской республики.

## Достижения

### Как игрок

#### Командные
«Сампдория»
- Чемпион Италии: 1990/91
- Обладатель Кубка Италии (4): 1984/85, 1987/88, 1988/89, 1993/94
- Обладатель Суперкубка Италии: 1991
- Обладатель Кубка обладателей кубков УЕФА: 1990
- Финалист Кубка европейских чемпионов: 1992

«Лацио»
- Чемпион Италии: 2000
- Обладатель Кубка Италии (2): 1997/98, 1999/00
- Обладатель Суперкубка Италии: 1998
- Обладатель Кубка обладателей кубков УЕФА: 1999
- Обладатель Суперкубка УЕФА: 1999

#### Личные
- Футболист года в Италии по версии Guerin Sportivo (2): 1988, 1991
- Футболист года в Италии (Игрок сезона Серии А): 1997
- Лучший итальянский футболист года: 1997

### Как тренер

#### Командные
«Фиорентина»
- Обладатель Кубка Италии: 2000/01

«Лацио»
- Обладатель Кубка Италии: 2003/04

«Интернационале»
- Чемпион Италии (3): 2005/06, 2006/07, 2007/08
- Обладатель Кубка Италии (2): 2004/05, 2005/06
- Обладатель Суперкубка Италии (2): 2005, 2006

«Манчестер Сити»
- Чемпион Англии: 2011/12
- Обладатель Кубка Англии: 2010/11
- Обладатель Суперкубка Англии: 2012

«Галатасарай»
- Обладатель Кубка Турции: 2013/14

Сборная Италии
- Чемпион Европы: 2020
- Бронзовый призёр Лиги наций УЕФА (2): 2020/21, 2022/23

#### Личные
- Обладатель премии «Золотая скамья»: 2008
- Тренер месяца английской Премьер-лиги (2): декабрь 2011, октябрь 2011
- Введён в Зал славы итальянского футбола: 2015
- Golden Foot: 2017 (в номинации «Легенды футбола»)
- Награда Энцо Беарзота: 2019
- Человек года «La Gazzetta dello Sport»: 2019
- Лучший национальный тренер мира по версии IFFHS: 2021
- Тренер года по версии Globe Soccer Awards: 2021

### Государственные награды
- Кавалер ордена «За заслуги перед Итальянской Республикой» (30 сентября 1991)[71]
- Великий офицер ордена «За заслуги перед Итальянской Республикой» (16 июля 2021) — в знак признания спортивных ценностей и национального духа, которые вдохновили итальянскую команду на победу на чемпионате Европы по футболу 2020[72][73]

## Статистика

### Игровая
| Выступление      | Выступление      | Выступление      | Лига | Лига | Кубок страны | Кубок страны | Еврокубки | Еврокубки | Другие | Другие | Итого | Итого |
| Клуб             | Лига             | Сезон            | Игры | Голы | Игры         | Голы         | Игры      | Голы      | Игры   | Голы   | Игры  | Голы  |
| ---------------- | ---------------- | ---------------- | ---- | ---- | ------------ | ------------ | --------- | --------- | ------ | ------ | ----- | ----- |
| Болонья          | Серия А          | 1981/82          | 30   | 9    | 1            | 0            | 0         | 0         | 0      | 0      | 31    | 9     |
| Болонья          | Итого            | Итого            | 30   | 9    | 1            | 0            | 0         | 0         | 0      | 0      | 31    | 9     |
| Сампдория        | Серия А          | 1982/83          | 22   | 4    | 5            | 1            | 0         | 0         | 0      | 0      | 27    | 5     |
| Сампдория        | Серия А          | 1983/84          | 30   | 8    | 8            | 2            | 0         | 0         | 0      | 0      | 38    | 10    |
| Сампдория        | Серия А          | 1984/85          | 24   | 3    | 11           | 3            | 0         | 0         | 0      | 0      | 35    | 6     |
| Сампдория        | Серия А          | 1985/86          | 23   | 6    | 11           | 4            | 4         | 2         | 0      | 0      | 38    | 12    |
| Сампдория        | Серия А          | 1986/87          | 26   | 6    | 5            | 0            | 0         | 0         | 0      | 0      | 31    | 6     |
| Сампдория        | Серия А          | 1987/88          | 30   | 5    | 13           | 3            | 0         | 0         | 0      | 0      | 43    | 8     |
| Сампдория        | Серия А          | 1988/89          | 29   | 9    | 11           | 5            | 8         | 0         | 0      | 0      | 48    | 14    |
| Сампдория        | Серия А          | 1989/90          | 31   | 11   | 3            | 2            | 9         | 2         | 1      | 0      | 44    | 15    |
| Сампдория        | Серия А          | 1990/91          | 30   | 12   | 10           | 2            | 5         | 2         | 2      | 0      | 47    | 16    |
| Сампдория        | Серия А          | 1991/92          | 29   | 6    | 6            | 2            | 9         | 4         | 1      | 1      | 45    | 13    |
| Сампдория        | Серия А          | 1992/93          | 30   | 15   | 2            | 0            | 0         | 0         | 0      | 0      | 32    | 15    |
| Сампдория        | Серия А          | 1993/94          | 30   | 12   | 7            | 0            | 0         | 0         | 0      | 0      | 37    | 12    |
| Сампдория        | Серия А          | 1994/95          | 31   | 9    | 2            | 1            | 4         | 2         | 1      | 0      | 38    | 12    |
| Сампдория        | Серия А          | 1995/96          | 26   | 11   | 2            | 1            | 0         | 0         | 0      | 0      | 28    | 12    |
| Сампдория        | Серия А          | 1996/97          | 33   | 15   | 2            | 0            | 0         | 0         | 0      | 0      | 35    | 15    |
| Сампдория        | Итого            | Итого            | 424  | 132  | 98           | 26           | 39        | 12        | 5      | 1      | 566   | 171   |
| Лацио            | Серия А          | 1997/98          | 34   | 5    | 8            | 1            | 10        | 3         | 0      | 0      | 52    | 9     |
| Лацио            | Серия А          | 1998/99          | 33   | 10   | 6            | 2            | 7         | 0         | 1      | 0      | 47    | 12    |
| Лацио            | Серия А          | 1999/00          | 20   | 0    | 7            | 3            | 9         | 0         | 1      | 0      | 37    | 3     |
| Лацио            | Итого            | Итого            | 87   | 15   | 21           | 6            | 26        | 3         | 2      | 0      | 136   | 24    |
| Лестер Сити      | Премьер-лига     | 2000/01          | 4    | 0    | 1            | 0            | 0         | 0         | 0      | 0      | 5     | 0     |
| Лестер Сити      | Итого            | Итого            | 4    | 0    | 1            | 0            | 0         | 0         | 0      | 0      | 5     | 0     |
| Всего за карьеру | Всего за карьеру | Всего за карьеру | 545  | 156  | 121          | 32           | 65        | 15        | 7      | 1      | 738   | 204   |

### Тренерская
| Команда                   | Страна                 | Начало работы    | Окончание работы | Результаты | Результаты | Результаты | Результаты | Результаты |
| Команда                   | Страна                 | Начало работы    | Окончание работы | И          | В          | Н          | П          | П %        |
| ------------------------- | ---------------------- | ---------------- | ---------------- | ---------- | ---------- | ---------- | ---------- | ---------- |
| Фиорентина                | Флаг Италии            | 6 марта 2001     | 14 января 2002   | 43         | 11         | 10         | 22         | 025,58     |
| Лацио                     | Флаг Италии            | 1 июля 2002      | 6 июля 2004      | 102        | 49         | 32         | 21         | 048,04     |
| Интернационале            | Флаг Италии            | 7 июля 2004      | 2 июня 2008      | 226        | 140        | 60         | 26         | 061,95     |
| Манчестер Сити            | Флаг Англии            | 19 декабря 2009  | 14 мая 2013      | 191        | 113        | 38         | 40         | 059,16     |
| Галатасарай               | Флаг Турции            | 30 сентября 2013 | 11 июня 2014     | 46         | 25         | 12         | 9          | 054,35     |
| Интернационале            | Флаг Италии            | 14 ноября 2014   | 8 августа 2016   | 77         | 36         | 18         | 23         | 046,75     |
| Зенит (СПб)               | Флаг России            | 1 июня 2017      | 14 мая 2018      | 45         | 22         | 13         | 10         | 048,89     |
| Сборная Италии            | Флаг Италии            | 15 мая 2018      | 13 августа 2023  | 61         | 39         | 13         | 9          | 063,93     |
| Сборная Саудовской Аравии | Флаг Саудовской Аравии | 27 августа 2023  | 24 октября 2024  | 20         | 9          | 6          | 5          | 045,00     |
| Всего                     | Всего                  | Всего            | Всего            | 811        | 442        | 204        | 165        | 054,50     |

Данные на 24 октября 2024 года